# Cyclocephala alexi
Cyclocephala alexi är en skalbaggsart som beskrevs av Brett C.Ratcliffe och Juan A. Delgado 1990. Cyclocephala alexi ingår i släktet Cyclocephala och familjen Dynastidae. Inga underarter finns listade i Catalogue of Life.